# Szebalino (Kraj Ałtajski)
Szebalino (ros. Шебалино) – wieś (sieło) w Rosji, w Kraju Ałtajskim, w rejonie bijskim. W 2010 liczyła 1246 mieszkańców.